# Tetlatzinga
Tetlatzinga är en ort i Mexiko.   Den ligger i kommunen Soledad Atzompa och delstaten Veracruz, i den sydöstra delen av landet, 220 km öster om huvudstaden Mexico City. Tetlatzinga ligger 2 611 meter över havet och antalet invånare är 1 012.
Terrängen runt Tetlatzinga är kuperad åt sydost, men åt nordväst är den bergig. Runt Tetlatzinga är det ganska tätbefolkat, med 120 invånare per kvadratkilometer. Närmaste större samhälle är Orizaba, 19,6 km nordost om Tetlatzinga. I omgivningarna runt Tetlatzinga växer i huvudsak blandskog.